# Enrique Pinilla
Enrique Pinilla Sánchez-Concha, detto Paco (Lima, 3 agosto 1927 – Lima, 22 settembre 1989), è stato un compositore, direttore d'orchestra e critico musicale peruviano.
Nacque a Lima dal console spagnolo in Perù Antonio Pinilla e dalla scrittrice María Isabel Sánchez-Concha.
Ha lavorato nel campo della musica folklorica, elettroacustica e da film.
Ha conseguito il diploma in composizione al conservatorio di Madrid nel 1958. È stato docente al Conservatorio di Lima e ha diretto il dipartimento di Musicologia della Casa della Cultura di Lima. Ha fondato la Escuela Superior de Cine y Televisión
È stato critico musicale del quotidiano «Expreso», tra il 1961 e il 1966.

## Composizioni
- Quattro pezzi per strumenti a fiato, per flauto, clarinetto, fagotto, saxofono, corno, tromba e trombone (1960)
- Prisma (prima esecuzione al Columbia-Princeton Electronic Music Center nel 1967)
- Trio per flauto, percussioni e nastro magnetico
- Tre pezzi peruviani per chitarra: Triste, Huayno, Marinera (dedicati alla chitarrista Virginia Yep)
- Cinque pezzi facili per chitarra
- Trilce: Poema XXXIV, per coro a 4 voci

### Colonne sonore
- El hombre que viajaba despacito (1957)
- El arbol de España (1957 - cortometraggio)
- Historias de Madrid (1958)
- Oro español (1959 - cortometraggio)
- En la selva no hay estrellas (1967)
- Espejismo (1972)
- La muralla verde (1974)

## Testi musicologici
- Enrique Pinilla, La Música en la República. Siglo XX, in Juan Carlos Estenssoro, Enrique Pinilla, Raúl Romero, La Música en el Perú, Patronato Popular y Porvenir, Lima 1985.